# Macrouroides
Macrouroides is een monotypisch geslacht van straalvinnige vissen uit de familie van rattenstaarten (Macrouridae).

## Soort
- Macrouroides inflaticeps Smith & Radcliffe, 1912